# Azouaou Mammeri
Pour les articles homonymes, voir Mammeri.
Azouaou Mammeri (en kabyle: Azwaw At Mɛemmer, dit aussi "Si Azouaou Mammeri"), né en 1890 dans le village de Taourirt-Mimoun dans la commune actuelle d'Aït Yenni et mort le 17 septembre 1954 à Aït Yenni, est un peintre algérien.

## Biographie

### Famille
Issu de la tribu des Aït Yenni, il est le fils de Saïd ben Mohammed.  Il est le plus illustre représentant de la famille Mammeri qui, depuis les débuts de la présence française en Kabylie a fourni de nombreux  Amin-El-Oumena et des caïds à l'administration.
Il appartient à la même famille que l'écrivain et anthropologue Mouloud Mammeri. Son petit-fils Azwaw Mammeri (1954-2021), qui signe « Azwaw », est également peintre.

### Jeunesse
De 1906 à 1909 il suit les cours de l'École Normale d'Alger (Bouzaréah) et visite la France avec un groupe d'élèves-maîtres (Marseille, Grenoble, Lyon, Le Creusot, Dijon, Nancy et Paris).

### Formation
Il est titulaire d'un brevet élémentaire et d'un certificat d'aptitude pédagogique.

### Carrière

#### Instituteur en Algérie (1909-1916)
Il est nommé instituteur en octobre 1909 à Toudja, près de Béjaia. Il y fait la connaissance d'Édouard Herzig qui le conseille à ses débuts de peintre. 
En 1913 il est nommé à Gouraya entre Cherchell et Ténès et y est remarqué par Léon Carré qui lui fait partager durant huit mois son savoir pictural. 

#### Instituteur et professeur de dessin au Maroc  (1916-1922)
En 1916 il se rend à Fès auprès de son cousin précepteur du prince Mohamed (futur Mohamed V) fils du Sultan Moulay Youssef, et il est successivement professeur à Fès et Rabat, puis professeur de dessin d'ornement au collège musulman de Rabat. 
En 1921 Léonce Bénédite acquiert pour le Musée du Luxembourg ses deux premières toiles exposées. 

#### Caid du douar Beni-Yenni  (1922-1927)
Revenu en Algérie en 1922, rappelé comme caid du douar des Beni-Yenni, Azouaou Mammeri obtient en 1922 du Gouvernement général d'Algérie une bourse d'études pour l'Espagne  dont il ramène en 1924 de nombreuses toiles peintes à Cordoue, Grenade, Séville ou Tolède. 

#### Professeur de dessin à Fez au Maroc  (1927-1928) puis inspecteur des arts marocains à Marrakech (1928-1948)
Il retourne au Maroc en 1927, et occupe les postes de professeur de dessin à Fez, d'inspecteur régional des arts indigènes à Rabat en 1928, et le 1er janvier 1929 est nommé inspecteur des arts marocains à Marrakech poste qu'il conservera jusqu'en 1948. 
Il fonde après sa retraite un musée des Arts indigènes à Dar Si Said (Marrakech), une école et des orchestres de musique andalouse et de chants berbères, disposant d'une émission hebdomadaire sur Radio Rabat.
Il est fait chevalier de la Légion d'Honneur en 1950.
Il sera également illustrateur pour Jérôme Tharaud (Marrakech ou les seigneurs de l'Atlas, 1920), et Thérèse Gadola (La féerie marocaine).
Azouaou Mammeri est représenté à l'exposition des « Peintres algériens » organisée en 1963 à Alger pour les « Fêtes du 1er novembre » et préfacée par Jean Sénac.

## L'œuvre
Azouaou Mammeri obtient pour l'ensemble de son œuvre, à titre posthume, le Grand Prix artistique de l'Algérie 1955.   

## Principales expositions
- Expositions collectives :
  - 1917 : Paris
  - 1921 : Paris, Pavillon de Marsan
  - 1921 : Alger, Salon des Orientalistes Algériens
  - 1927 : Alger, Salon d'Hiver
  - 1930 : Alger
  - 1931 : Paris, et années suivantes Casablanca, Le Caire, Londres, Oran, Rabat
  - 1934 : Naples, Seconda mostra internazionale d'arte coloniale,
  - 1935 : Paris, 1er Salon de la France d'Outre-Mer
  - 1936 : Tunis, Salon de Tunis
  - 1937 : Paris, Exposition universelle
  - 1937 : Alger
  - 1949 : Oran
  - 1951 : Monte-Carlo, Exposition artistique de l'Afrique française
  - 1953 : Constantine, 20e exposition artistique de l'Afrique française
  - 1958 : Bruxelles, Exposition universelle
  - 1963 : Alger
  - 1974 : Turquie, Peinture algérienne
  - 1999 : Alger
  - 2003 : Marseille, Château Borély et Paris, Orangerie du Sénat, Le XXe siècle dans l’art algérien

- Expositions personnelles :
  - 1921 : Paris, Galerie Feuillets d'art (préface de Léonce Bénédite[4])
  - 1924 : Alger
  - 1925 : Galerie Georges-Petit, Paris (lettre du maréchal Lyautey[5])
  - 1927 : Cleveland Museum, Brooklyn Museum et French Institute
  - 1952 : Alger, galerie Bosco
  - 1966 : Alger, Exposition rétrospective, Galerie Pasteur

## Musées
- Institut du monde arabe, Paris : Intérieur de la mosquée Karaouine, 1921
- Musée National des beaux-arts d'Alger, Alger : Village kabyle
- Musée national Zabana d'Oran, Oran : La porte à Mogador
- Musée d'Orsay, Paris : Vue de Fez, 1921
- Cleveland Museum of Art, Ohio : Intérieur d'une école coranique, 1923
- Musée national Cirta, Constantine
- French Institute Alliance Française, New York

## Distinctions
- Chevalier de la Légion d'Honneur (décret du 18 août 1950)[6],[1].
- Officier de l'Ordre du Ouissam alaouite[1]
- Officier de l'instruction publique[1]